# بروس ووكر (لاعب دوري الرغبي)
بروس ووكر (بالإنجليزية: Bruce Walker)‏ هو لاعب دوري الرغبي أسترالي، ولد في 8 يونيو 1952 في أستراليا.